# Franciszek Jujka

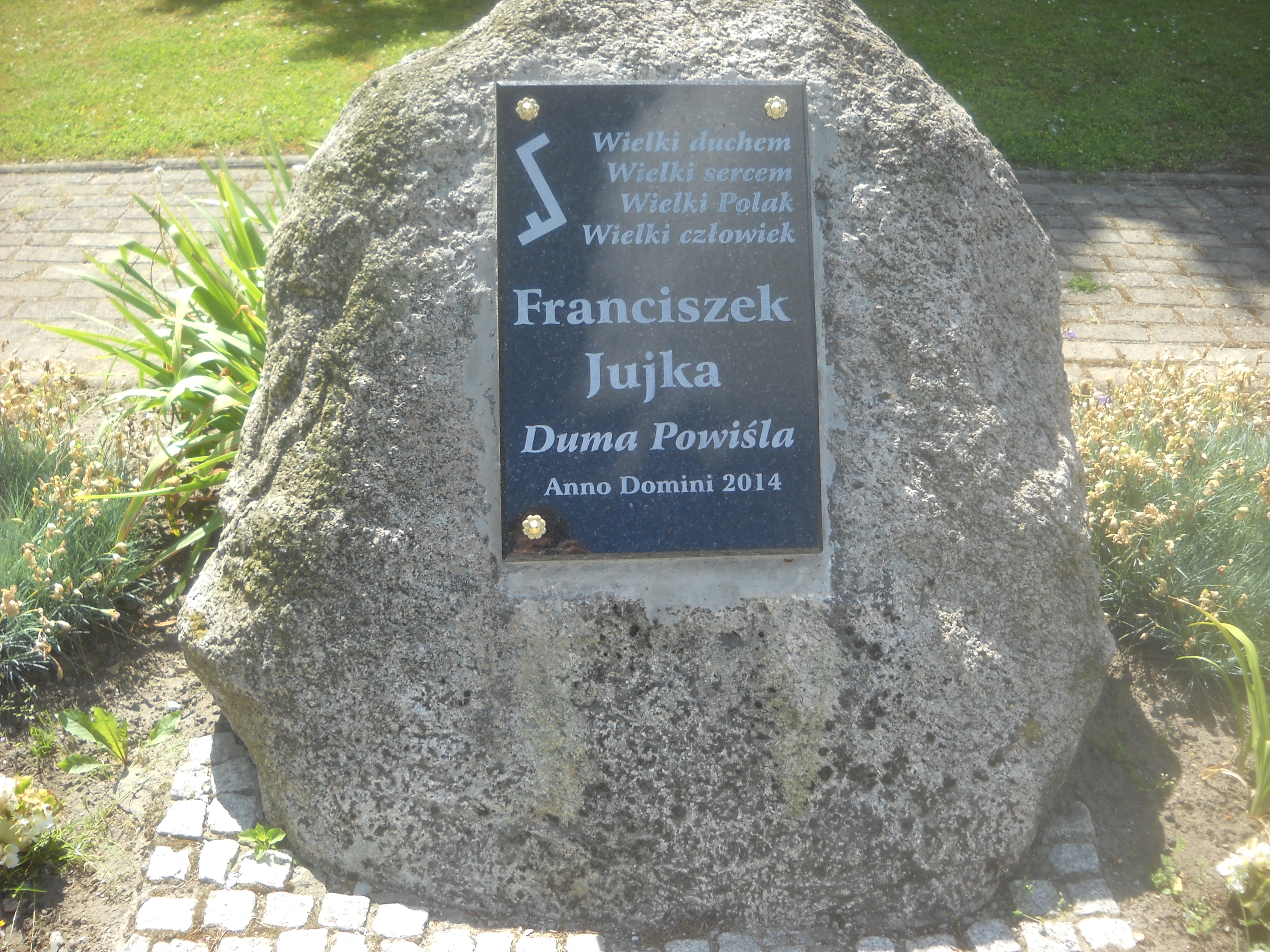
Pomnik przy szkole w Starym Targu poświęcony Franciszkowi Jujce, postawiony w 2014

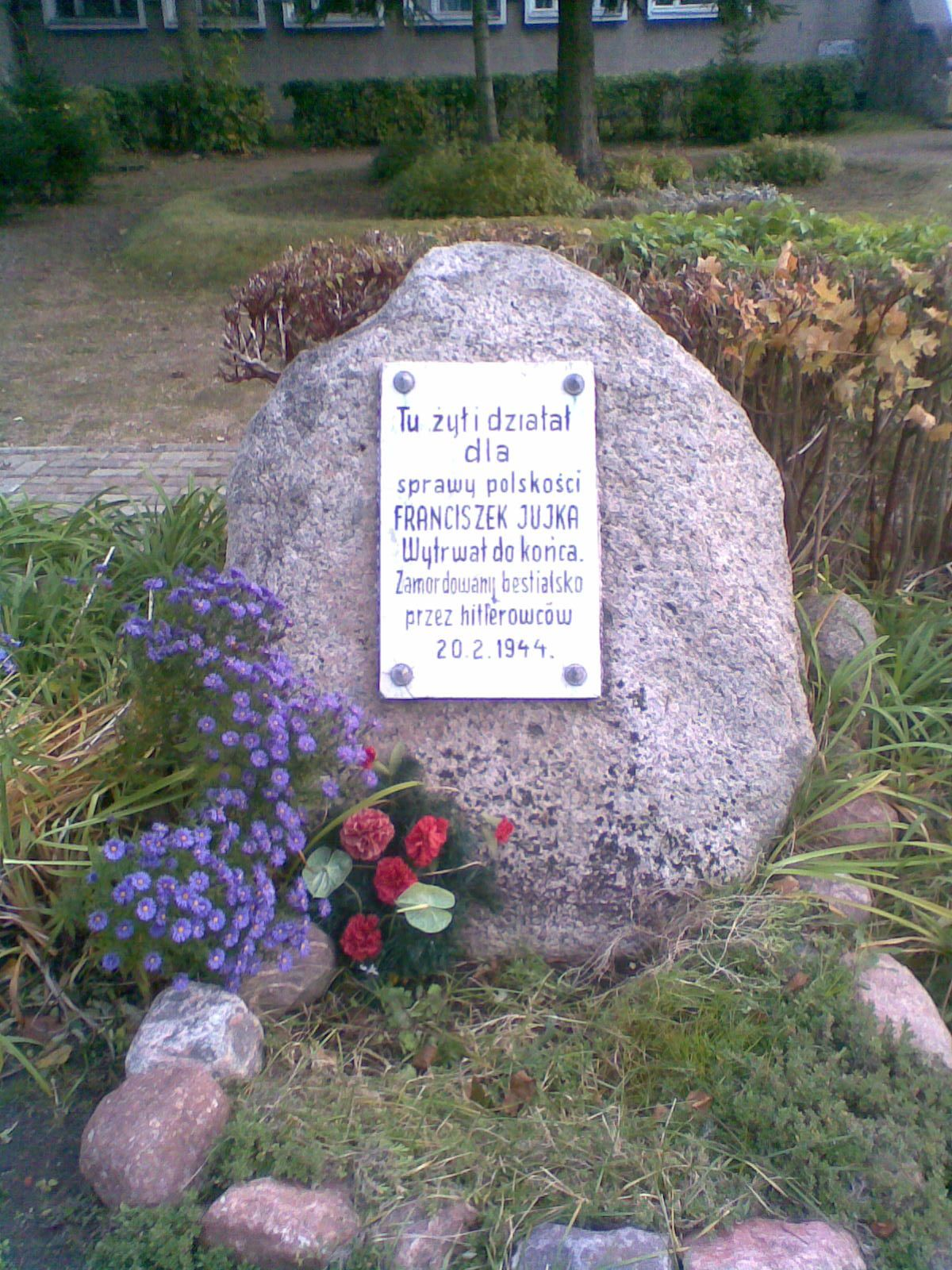
Poprzedni pomnik przy Zespole Szkół w Starym Targu poświęcony Franciszkowi Jujce (2009)

Franciszek Jujka, ps. Lech Malbor, Józef Bayer, Mścisław Znicz (ur. 28 września 1906 w Ratajach, zm. 20 lutego 1944 w Żabikowie) – polski działacz społeczno-oświatowy, nauczyciel, poeta, publicysta, folklorysta.

## Życiorys
W 1920 rozpoczął naukę w polskim Seminarium Nauczycielskim w Rogoźnie, które ukończył w 1925. Od tego samego roku pracował jako pedagog początkowo w Wielkopolsce – w Kiełkowie, a następnie w 1928 powierzono mu kierownictwo szkoły podstawowej w Żodyniu. W 1930 przeniósł się na Powiśle. Od 15 października tego roku objął stanowisko kierownika szkoły polskiej w Nowej Wsi, a 1 maja 1933 podjął pracę na równorzędnym stanowisku w Starym Targu (obie wsie ówcześnie na terenie Niemiec). Podczas pracy pedagogicznej organizował m.in. tajne nauczanie dla dorosłych oraz zespoły artystyczne (m.in. „Oj dana”). Zbierał i opracowywał folklor nadwiślański. Był także poetą – publikował pod pseudonimem Lech Malbor wiersze o treści patriotycznej. Ukazywały się one w prasie polskiej w Niemczech (publikowały je m.in. „Polak w Niemczech” oraz „Gazeta Olsztyńska”). Najważniejszymi jego utworami były: Hymn Rodła (1937, wykonany w formie pieśni na kongresie Związku Polaków w Niemczech w marcu 1938), Pieśń o ziemi malborskiej (1938), Prusy Wschodnie oraz Młodym przyjaciołom. 1 sierpnia 1936 po wizytacji w szkole niemieckiego inspektora dr. Irmlera został pozbawiony prawa do nauczania i musiał zgodnie z nakazem opuścić Powiśle. Został skierowany przez Związek Polskich Towarzystw Szkolnych w Niemczech na teren Meklemburgii. Osiadł najpierw w Neubrandenburg, a następnie w Waren (Müritz). Organizował tam kursy języka polskiego dla dzieci polskich pracowników sezonowych. Za rozwijanie życia kulturalno-oświatowego, w grudniu 1938 otrzymał nakaz opuszczenia granic Rzeszy Niemieckiej. Osiadł ponownie w Żodyniu, a od stycznia 1939 objął kierownictwo szkoły podstawowej w Kębłowie.
Podczas niemieckiej okupacji, w okolicach Ostrowa Wielkopolskiego prowadził działalność konspiracyjną jako Józef Bayer. W podziemiu redagował i powielał biuletyn tamtejszej grupy oporu. 30 października 1943 został aresztowany przez gestapo. Umieszczono go w obozie w podpoznańskim Żabikowie, gdzie poddano go torturom i 20 lutego 1944 stracono.

## Życie prywatne
Był synem Michała i Rozalii. Jego żoną była od października 1928 Stanisława Hierowska. Miał z nią czworo dzieci, m.in. gdańskiego rysownika i satyryka Zbigniewa Jujkę.

## Upamiętnienie
Jest patronem Szkoły Podstawowej w Starym Targu (od 1960), Szkoły Podstawowej w Kębłowie (od 1990) oraz Zespołu Szkolno-Przedszkolnego w Starym Targu (od 2019). W latach 2009–2019 był patronem Publicznego Gimnazjum w Starym Targu.